# Пепеляви кани
Пепелявите кани (Elanus) са род сравнително дребни дневни грабливи птици от семейство Ястребови (Accipitridae).

## Разпространение и биотоп
В България се среща един представител на рода пепелявата каня (Elanus caeruleus).

## Допълнителни сведения
На територията на България, пепелявата каня (Elanus caeruleus) е защитен от закона вид.

## Списък на видовете
- Род Elanus -- Пепеляви кани
  - Вид Elanus axillaris --
  - Вид Elanus caeruleus -- Пепелява каня
  - Вид Elanus leucurus --
  - Вид Elanus scriptus --